# Jeff Daniels
Jeffrey Warren "Jeff" Daniels (Athens, 19 de fevereiro de 1955), é um ator, roteirista, encenador, dramaturgo e cineasta americano. Iniciou a carreira no teatro, e desde então, vem atuando em diversas peças e em filmes dos mais variados gêneros, tais como drama, romance, comédia e ficção científica. Por seus trabalhos, ganhou dois Primetime Emmy Awards e recebeu vários Globos de Ouro, Screen Actors Guild e indicações ao Tony Award.
Estreou no cinema no drama Ragtime, de Miloš Forman, seguido por Terms of Endearment (1983), de James L. Brooks, e Heartburn (1986), de Mike Nichols. Recebeu três indicações ao Globo de Ouro por A Rosa Púrpura do Cairo (1985), de Woody Allen, Something Wild (1986), de Jonathan Demme, e A Lula e a Baleia (2005), de Noah Baumbach. Desde então, Daniels vem atuando em diversos filmes variados, como Gettysburg (1993), Speed (1994), Dumb & Dumber (1994), 101 Dálmatas (1996), Pleasantville (1998) e RV (2006). Ele também teve papéis em filmes aclamados pela crítica, como The Hours (2002), Good Night, and Good Luck (2005), Infamous (2006), Looper (2012), Steve Jobs (2015) e The Martian (2015).
Daniels também é conhecido por seus papéis no palco, tendo estreado na Broadway em Gemini (1977). Recebeu três indicações ao Tony de Melhor Ator em Peça por seus papéis em God of Carnage (2009), de Yasmina Reza, Blackbird (2016), de David Harrower, e To Kill a Mockingbird (2018-2021), de Aaron Sorkin.
De 2012 a 2014, Daniels estrelou como Will McAvoy na série dramática The Newsroom, pela qual ganhou o Emmy de Melhor Ator em Série Dramática em 2013 e recebeu indicações ao Globo de Ouro e ao Screen Actors Guild Award. Ele ganhou um segundo Emmy em 2018 por sua atuação na minissérie Godless (2017), da Netflix. Ele interpretou figuras da vida real como John P. O'Neill na minissérie The Looming Tower (2018), do Hulu, e o diretor do FBI James Comey em The Comey Rule (2020), da Showtime.
Paralelamente à sua carreira de ator, Daniels fundou em Chelsea (Michigan) sua trupe de teatro, a Purple Rose Theatre Company, em 1991, e na década de 2000, criou sua produtora, Purple Rose Films, com o objetivo de promover filmes independentes nos quais ele esteve envolvido no roteiro e na direção.

## Biografia

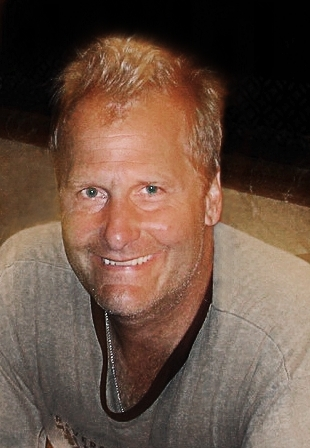
Jeff Daniels em 2006.

Daniels nasceu em Clarke County, na Geórgia, e é filho de Marjorie J. (née Ferguson) e Robert Lee "Bob" Daniels. Ele passou as primeiras seis semanas de sua vida na Geórgia, onde seu pai estava lecionando, e cresceu em Chelsea, Michigan. Seu pai era dono da "Chelsea Lumber Company" e também foi prefeito de Chelsea, em 1961.
Daniels foi criado como metodista. Ele frequentou a Central Michigan University e participou do programa de teatro da escola. No verão de 1976, Daniels participou da escola de teatro da Eastern Michigan University (EMU) para participar de um programa especial do Repertório do Bicentenário, onde se apresentou na peça "The Hot l Baltimore" e em outras três peças executadas no repertório. Marshall W. Mason foi o diretor convidado da EMU e convidou Jeff para vir a Nova York para trabalhar no Circle Repertory Theatre, onde se apresentou em Quinta de Julho por Lanford Wilson na temporada de 1977 a 1978. Daniels se apresentou em Nova York com a peça "The Shortchanged Review" (1979) no Second Stage Theatre. Foi o primeiro show da temporada inaugural do Second Stage Theatre.

## Vida pessoal
Daniels se casou com sua namorada da faculdade, Kathleen Rosemary Treado, em 1979. Em 1986, Daniels voltou para sua cidade natal, Chelsea, Michigan. O casal tem três filhos: Benjamin (nascido em 1984), Lucas (nascido em 1987) e Nellie (nascido em 1990).
Daniels já apareceu na TV como o porta-voz da Corporação de Desenvolvimento Econômico de Michigan, promovendo a eficiência de Michigan em trazer novas empresas, apresentadas no canal  CNBC. Ele foi introduzido na Calçada da Fama de Michigan, em 25 de maio de 2006, em Lansing, Michigan, e fez o discurso de formatura de inverno na Universidade de Michigan em 20 de dezembro de 2009, no qual recebeu um Doutorado Honorário em Belas Artes.

## Ativismo

### Purple Rose Theatre Company

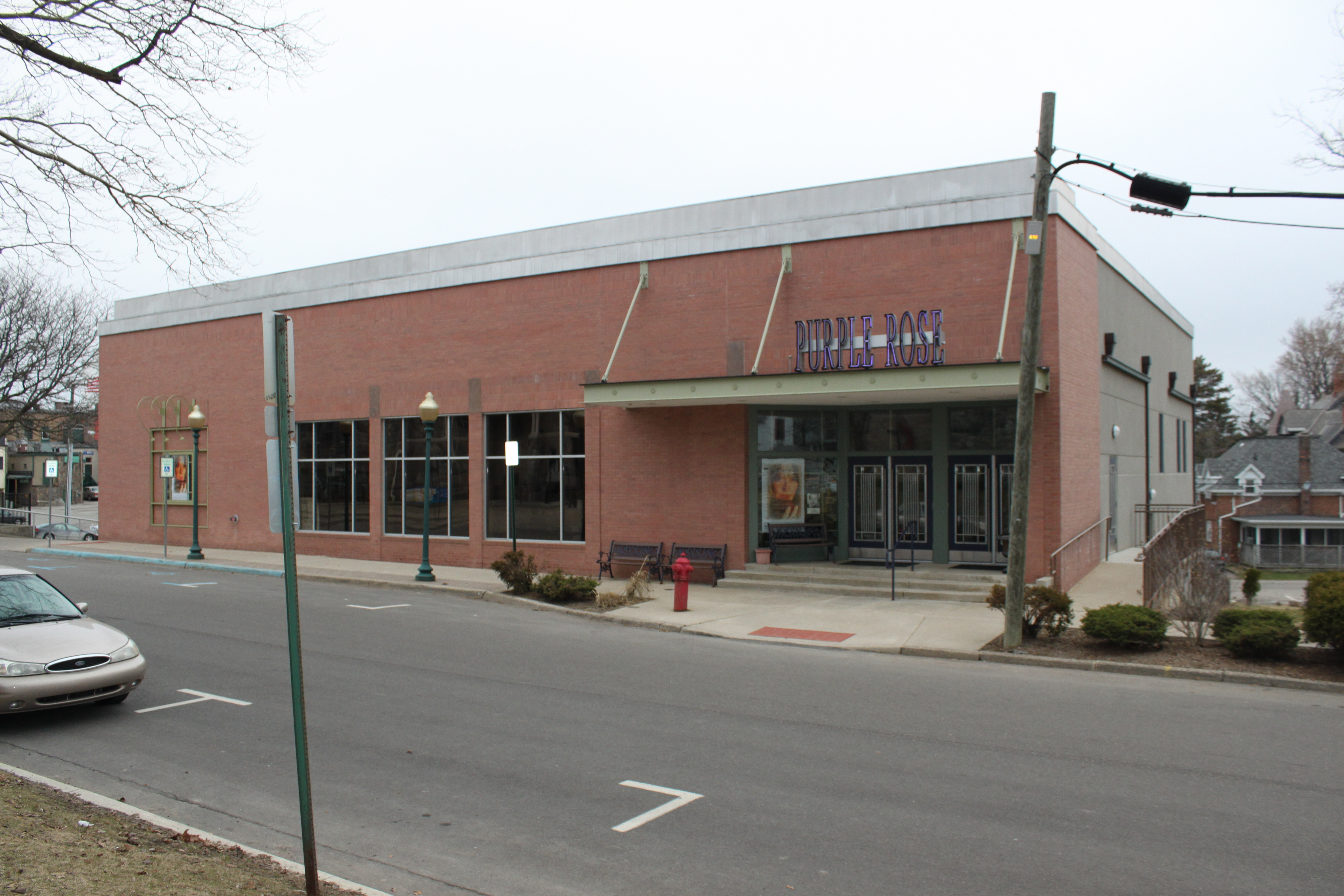
Purple Rose Theatre

A The Purple Rose Theatre Company (ou PRTC) foi fundada por Daniels em 1991. Originalmente conhecido como Garage Theatre, a "The Rose" leva esse nome em homenagem ao filme de Woody Allen de 1985, The Purple Rose of Cairo, estrelado por Daniels e Mia Farrow. A companhia de teatro oferece recursos para treinar jovens atores , dramaturgos e outros artistas de teatro residentes na região Centro-Oeste e desenvolve novas peças baseadas na vida nos Bacia dos Grandes Lagos. A principal sede e o escritório administrativo ocupam um edifício em Chelsea, Michigan, que pertenceu ao avô de Daniels. O teatro produz quatro shows por ano em uma etapa de 3/4 de pressão em uma casa de 168 lugares. O PRTC é uma organização sem fins lucrativos.

### Programa de aprendizagem
The Purple Rose oferece um programa de aprendizagem de um ano para jovens artistas que entram em uma carreira no teatro. Os aprendizes recebem uma remuneração modesta e trabalham de 60 a 80 horas por semana, obtendo experiência em iluminação, som, gerenciamento de palco, design, construção de conjuntos e trabalhos administrativos (de bilheteria). Os sete aprendizes também mantêm e limpam as instalações do teatro. O programa foi inspirado pela experiência de Jeff Daniels como aprendiz na Circle Repertory Companyem, em Nova York.

## Filmografia
| Ano       | Título                                                                                                  | Papel                          | Notas |
| --------- | --- | ------------------------------ | --- |
| 1980      | A Rumor of War (br: Tambores de guerra — pt:) (TV)                                                      |                                | |
| 1981      | Ragtime (br: Na época do ragtime — pt:)                                                                 | P. C. O'Donnell                | |
| 1982      | Fifth of July (TV)                                                                                      |                                | |
| 1983      | An Invasion of Privacy (TV)                                                                             |                                | |
| 1983      | Terms of Endearment (br / pt: Laços de ternura)                                                         | Flap Horton                    | |
| 1985      | Marie (br: Marie - A verdade de uma mulher — pt:)                                                       | Eddie Sisk                     | |
| 1985      | The Purple Rose of Cairo (br / pt: A rosa púrpura do Cairo)                                             | Tom Baxter/Gil Shepherd        | 3 Indicações ao Globo de Ouro por melhor ator em comédia ou musical |
| 1986      | Something Wild (br: Totalmente selvagem — pt: Selvagem e perigosa)                                      | Charles Driggs                 | 3 Indicações ao Globo de Ouro por melhor ator em comédia ou musical |
| 1986      | Heartburn (br / pt: A difícil arte de amar)                                                             | Richard                        | |
| 1987      | Radio Days (br: A era do rádio — pt: Os dias da rádio)                                                  | Biff Baxter                    | |
| 1988      | The Caine Mutiny Court-Martial (TV)                                                                     |                                | |
| 1988      | The House on Carroll Street (br: Pesadelo na rua Carroll — pt:)                                         | Cochran                        | |
| 1988      | Sweet Hearts Dance(br: Amores em conflito — pt:)                                                        | Sam Manners                    | |
| 1989      | Checking Out (br: Marcando em cima — pt:A morte debaixo do braço)                                       | Ray Macklin                    | |
| 1989      | No Place Like Home (TV)                                                                                 | Mike                           | Filme de TV |
| 1990      | Arachnophobia (filme) (br / pt: Aracnofobia)                                                            | Ross Jennings                  | Prêmio Saturno de Melhor Ator |
| 1990      | Welcome Home, Roxy Carmichael (br: A volta de Roxy Carmichael — pt:)                                    | Denton Webb                    | |
| 1991      | Love Hurts (br: A dor do amor — pt:)                                                                    | Paul Weaver                    | |
| 1991      | The Butcher's Wife (br / pt: A mulher do açougueiro)                                                    | Dr. Alex Tremor                | |
| 1992      | Grand Tour: Disaster in Time (TV)                                                                       | Ben Wilson                     | International Fantasy Film Award for Best Actor |
| 1992      | There Goes the Neighborhood (br: Meus vizinhos picaretas — pt:)                                         | Willis Embry                   | |
| 1992      | Teamster Boss: The Jackie Presser Story (br: Traição e Poder - A história de Jackie Presser — pt:) (TV) | Tom Noonan                     | Filme de TV |
| 1993      | Rain Without Thunder (br: No limite da realidade)                                                       | Jonathan Garson                | |
| 1993      | Gettysburg (br: Anjos assassinos — pt:)                                                                 | Colonel Joshua Chamberlain     | Nomeado – Prêmio por melhor ator de suporte Chicago Film Critics Association |
| 1994      | Speed (br: Velocidade máxima — pt: Perigo em alta velocidade)                                           | Harry Temple                   | |
| 1994      | Dumb and Dumber (br: Débi & Lóide - Dois idiotas em apuros — pt: Doidos à solta)                        | Harry Dunne                    | Indicação ao MTV Movie Awards na categoria de "Melhor Dupla". |
| 1995      | Redwood Curtain (br: Um desejo no coração - pt:) (TV)                                                   | Lyman Fellers                  | |
| 1996      | Fly Away Home (br: Voando para casa — pt: Voando p'ra casa)                                             | Thomas Alden                   | Nomeado – Prêmio de melhor ator: Chlotrudis Award de Melhor Ator |
| 1996      | 2 Days in the Valley (br: Contrato de risco — pt:)                                                      | Alvin Strayer                  | |
| 1996      | 101 Dalmatians (br / pt: 101 dálmatas)                                                                  | Roger Dearly                   | |
| 1997      | Trial and Error                                                                                         | Charlie Tuttle                 | |
| 1998      | Pleasantville (br: Pleasantville - A vida em preto e branco — pt: Viagem ao passado)                    | Bill Johnson                   | Nomeado – Satellite Award por melhor ator coadjuvante em filme de drama |
| 1999      | My Favorite Martian (br: Meu marciano favorito — pt: O meu marciano favorito)                           | Tim O'Hara                     | |
| 1999      | All the Rage (br: Fúria urbana — pt:)                                                                   | Warren Harding                 | Re-intitulado por It's the Rage pela TV Americana |
| 2000      | The Crossing (TV)                                                                                       | George Washington              | Filme de TV |
| 2000      | Chasing Sleep (br: Alucinado — pt:)                                                                     | Ed Saxon                       | |
| 2000      | Cheaters                                                                                                | Dr. Gerard Plecki              | Filme de TV; HBO |
| 2001      | Escanaba in da Moonlight                                                                                | Reuben Soady                   | |
| 2002      | Super Sucker (br: Super Sucker: Aspire Seu Mau Humor - pt:)                                             | Fred Barlow                    | |
| 2002      | Blood Work (br: Dívida de sangue — pt: Blood Work - Dívida de sangue)                                   | Jasper "Buddy" Noone           | |
| 2002      | The Hours (br / pt: As horas)                                                                           | Louis Waters                   | |
| 2003      | Gods and Generals (br / pt: Deuses e generais)                                                          | Lt. Colonel Joshua Chamberlain | |
| 2003      | I Witness (br: Testemunha ocular — pt:)                                                                 | James Rhodes                   | |
| 2004      | The Goodbye Girl (br: A garota do adeus — pt:) (TV)                                                     | Elliot Garfield                | Filme de TV |
| 2004      | Imaginary Heroes (br / pt: Heróis imaginários)                                                          | Ben Travis                     | |
| 2004      | The Five People You Meet in Heaven (br / pt: As Cinco Pessoas Que Você Encontra no Céu)                 | The Blue Man                   | |
| 2005      | The Squid and the Whale (br / pt: A lula e a baleia)                                                    | Bernard Berkman                | Chlotrudis Award de Melhor Ator Nomeado – Globo de Ouro por melhor ator em comédia ou musical Nomeado – Prêmio Independent Spirit por Melhor Ator Nomeado – London Film Critics Circle Award de Ator do Ano |
| 2005      | Because of Winn-Dixie (br: Meu melhor amigo 7mdash; pt:)                                                | The Preacher                   | |
| 2005      | Good Night, and Good Luck (br / pt: Boa noite e boa sorte)                                              | Sig Mickelson                  | |
| 2006      | RV (br: Férias no trailer — pt: Com a casa às costas)                                                   | Travis Gornicke                | |
| 2006      | Infamous                                                                                                | Alvin Dewey                    | |
| 2007      | The Lookout                                                                                             | Lewis                          | Nomeado – Satellite Award for Best Supporting Actor – Motion Picture |
| 2007      | Mama's Boy (br: não quero ser grande)                                                                   | Mert Rosenbloom                | |
| 2007      | A Plumm Summer                                                                                          | Narrator                       | |
| 2008      | Sweet Nothing in My Ear                                                                                 | Dan Miller                     | Filme de TV |
| 2008      | Space Chimps                                                                                            | Zartog                         | Voz |
| 2008      | Traitor                                                                                                 | Carter                         | |
| 2009      | State of Play (br: Intrigas de Estado / pt: Ligações Perigosas)                                         | Representative George Fergus   | |
| 2009      | The Answer Man                                                                                          | Arlen Faber                    | |
| 2009      | Away We Go (br: Distante Nós Vamos)                                                                     | Jerry Farlander                | |
| 2009      | Paper Man                                                                                               | Richard Dunn                   | |
| 2010      | Howl | Professor David Kirk           | |
| 2010      | Planet Sheen                                                                                            | Glonb                          | Voz no Episódio: "What's Up Chock?" |
| 2010      | The Adventures of Rudolph the Red-Nosed Reindeer                                                        | Santa Claus                    | |
| 2011      | Right Angle                                                                                             | Mickey                         | |
| 2012–2014 | The Newsroom                                                                                            | Will McAvoy                    | |
| 2012      | Looper                                                                                                  | Abe                            | |
| 2014      | Dumb and Dumber To                                                                                      | Harry "Débi" Dunne             | |
| 2015      | Steve Jobs                                                                                              | John Sculley                   | |
| 2016      | The Martian                                                                                             | Teddy Sanders                  | |
| 2017      | The Divergent Series: Allegiant                                                                         | David                          | |
| 2017      | Godless                                                                                                 | Frank Griffin                  | Série original Netflix |
| 2018      | The Catcher Was a Spy                                                                                   | Bill Donovan                   | |
| 2019      | Guest Artist                                                                                            | Joseph Harris                  | Também escritor e produtor |
| 2020      | Adam | Mickey                         | |

## Discografia
Daniels escreveu e gravou seis álbuns completos cujos lucros beneficiaram o The Purple Rose Theater:
- 2004 - Jeff Daniels Live and Unplugged
- 2007 - Together Again
- 2009 - Jeff Daniels Live at The Purple Rose Theater
- 2010 - Keep It Right Here
- 2012 - Grandfather's Hat
- 2014 - Days Like These

## Prêmios e indicações
| Prêmio               | Ano  | Categoria                              | Título                   | Resultado | Notas |
| -------------------- | ---- | -------------------------------------- | ------------------------ | --------- | ----- |
| Globo de Ouro        | 1986 | Melhor ator em comédia ou musical      | The Purple Rose of Cairo | Indicado  | [ 3 ] |
| Globo de Ouro        | 1987 | Melhor ator em comédia ou musical      | Something Wild           | Indicado  | [ 3 ] |
| Globo de Ouro        | 2006 | Melhor ator em comédia ou musical      | The Squid and the Whale  | Indicado  | [ 3 ] |
| Globo de Ouro        | 2013 | Melhor ator em série dramática         | The Newsroom             | Indicado  | [ 3 ] |
| Globo de Ouro        | 2021 | Melhor Ator – Minissérie ou Telefilme  | The Comey Rule           | Indicado  | [ 3 ] |
| Primetime Emmy Award | 2013 | Melhor ator em série dramática         | The Newsroom             | Venceu    | [ 4 ] |
| Primetime Emmy Award | 2014 | Melhor ator em série dramática         | The Newsroom             | Indicado  | [ 4 ] |
| Primetime Emmy Award | 2015 | Melhor ator em série dramática         | The Newsroom             | Indicado  | [ 4 ] |
| Primetime Emmy Award | 2018 | Melhor ator em minissérie ou telefilme | The Looming Tower        | Indicado  | [ 4 ] |
| Primetime Emmy Award | 2018 | Melhor ator em minissérie ou telefilme | Godless                  | Venceu    | [ 4 ] |
| Tony Awards          | 2009 | Melhor ator em peça de teatro          | God of Carnage           | Indicado  | [ 5 ] |
| Tony Awards          | 2016 | Melhor ator em peça de teatro          | Blackbird                | Indicado  | [ 6 ] |
| Tony Awards          | 2019 | Melhor ator em peça de teatro          | To Kill a Mockingbird    | Indicado  | [ 7 ] |